# Marcus Elieser Bloch
Marcus Elieser Bloch (Ansbach, Baviera, Alemanya, 1723 - Karlsbad, República Txeca, 1799) va ser un metge i naturalista alemany. Generalment és considerat un dels més importants ictiòlegs del segle xviii.
Bloch va néixer a Anspach i va exercir com a metge a Berlín. Va ser conegut pel seu treball enciclopèdic en ictiologia. Entre 1782 i 1795 va publicar seu Allgemeine Naturgeschichte der Fische, un treball sobre peixos de 12 volums bellament il·lustrats. Els primers tres volums descriuen els peixos a Alemanya i van ser titulats Oeconomische Naturgeschichte der Fische Deutschlands, els volums restants van tractar sobre peixos d'altres parts del món i van ser titulats Naturgeschichte der ausländischen Fische.
La col·lecció de Bloch de prop de 1.500 espècimens és preservada avui en dia pel Museu d'Història Natural de la Universitat de Humboldt.

## Espècies descobertes
Va descobrir moltes espècies, famílies i gèneres sobretot destaca la descoberta de gairebé tota la família Epinephelus.
En aquesta llista podem trobar 99 (espècies, famílies i gèneres) que estan a la Viquipèdia.
- Anfós blanc
- Anfós blau
- Anfós de taques grogues
- Anfós de taques roges
- Anfós jueu
- Balístid (família)
- Bodianus (gènere)
- Bonítol
- Caràngid (família)
- Centrophorus (gènere)
- Cheilinus (gènere)
- Choerodon (gènere)
- Cinoglòssid (família)
- Coris (gènere)
- Dot
- Epinephelus (gènere)
- Epinephelus acanthistius
- Epinephelus adscensionis
- Epinephelus albomarginatus
- Epinephelus amblycephalus
- Epinephelus analogus
- Epinephelus areolatus
- Epinephelus awoara
- Epinephelus bilobatus
- Epinephelus bontoides
- Epinephelus bruneus
- Epinephelus chabaudi
- Epinephelus chlorocephalus
- Epinephelus cifuentesi
- Epinephelus coeruleopunctatus
- Epinephelus coioides
- Epinephelus daemelii
- Epinephelus diacanthus
- Epinephelus drummondhayi
- Epinephelus ergastularius
- Epinephelus exsul
- Epinephelus fasciatomaculosus
- Epinephelus flavolimbatus
- Epinephelus gabriellae
- Epinephelus guttatus
- Epinephelus haifensis
- Epinephelus hexagonatus
- Epinephelus indistinctus
- Epinephelus irroratus
- Epinephelus itajara
- Epinephelus labriformis
- Epinephelus latifasciatus
- Epinephelus lebretonianus
- Epinephelus longispinis
- Epinephelus macrospilos
- Epinephelus maculatus
- Epinephelus magniscuttis
- Epinephelus malabaricus
- Epinephelus melanostigma
- Epinephelus merra
- Epinephelus miliaris
- Epinephelus multinotatus
- Epinephelus mystacinus
- Epinephelus nigritus
- Epinephelus niphobles
- Epinephelus niveatus
- Epinephelus ongus
- Epinephelus perplexus
- Epinephelus polylepis
- Epinephelus polystigma
- Epinephelus posteli
- Epinephelus quernus
- Epinephelus quoyanus
- Epinephelus radiatus
- Epinephelus retouti
- Epinephelus rivulatus
- Epinephelus sexfasciatus
- Epinephelus socialis
- Epinephelus suborbitalis
- Epinephelus summana
- Epinephelus trimaculatus
- Epinephelus trophis
- Epinephelus tuamotuensis
- Epinephelus tukula
- Epinephelus undulatostriatus
- Epinephelus undulosus
- Escòmbrid (família)
- Estòmid (família)
- Gutxo brut
- Gymnothorax (família)
- Lluerna roja
- Mero de Nassau
- Mero roig
- Múl·lid (família)
- Murènid (gènere)
- Notolabrus (gènere)
- Peix pedra
- Polinèmid (família)
- Pseudupeneus (gènere)
- Rinobàtid (família)
- Soleid (família)
- Tauró de Groenlàndia
- Terapòntid (família)
- Thalassoma (gènere)